# Södra Knivsjön, Dalarna
Södra Knivsjön är en sjö i Ludvika kommun i Dalarna och ingår i Norrströms huvudavrinningsområde.